# Локомотив-НН
«Локомотив-НН» — российский футбольный клуб из Нижнего Новгорода. Был основан в 1916 году как команда железнодорожной станции. В 2006 году был расформирован и возрождён 26 декабря 2018 года.

## Названия
- 1916—1918 — «Команда железнодорожников станции Нижний Новгород»
- 1918—1923 — «Червонка»
- 1918—1923 — «Клуб железнодорожников»
- 1936—1991 — «Локомотив»
- 1992 — «Локомотив-Эрэтиспорт»
- 1993 — «Локомотив-Спортсмен»
- 1994—2001 — «Локомотив»
- 2002 — «Локомотив-ГЖД»
- 2002—2005 — «Локомотив-НН»
- 2015—2016 — «Локомотив-ГЖД»[2]
- 2017 — «Локомотив-РПМ»[3]
- 2018—2019 — «Локомотив-НН»

## История
Первая команда железнодорожников от станции «Нижний Новгород» была основана в 1916 году и с 1918 года стала носить название «Червонка». С этого момента клуб начал вести свою историю. С 1923 года команда была переименована в клуб железнодорожников «Спартак», а с 1936 года клуб стал носить название «Локомотив».
После запуска Горьковского автозавода была сформирована новая команда с прежним названием, а старый «канавинский» клуб, с тех пор, играл только домашние, городские и областные матчи.
В 1987—1989 годах команда выступала во 2-й зоне второй лиги первенства СССР. В 1989 году «Локомотив» вышел на новый уровень: большую роль в становлении этой команды сыграли начальник Горьковской железной дороги Омари Шарадзе и президент спортивного клуба «Локомотив» ГЖД Александр Пискунов. Приглашение ими  Валерия Овчинникова на пост главного тренера, кардинальное укрепление состава, устойчивое финансирование и грамотный менеджмент спортклуба привели к тому, что «Локомотив» под руководством «Бормана» (прозвище В. Овчинникова в футбольных кругах) вышел в Первую лигу первенства СССР, где выступал в 1990—1991 годах. 
В 1992 году в связи с распадом СССР «Локомотив» попал в Высшую лигу России, где выступал до 1997 года.  В том же году дошла до полуфинала Кубка Интертото. В чемпионате России 1997 года заняла 17-е место и покинула высший дивизион, однако в 1998 году за счёт кадровой перестройки в период дозаявок «Локомотив» сумел зацепиться за второе место в Первом дивизионе и вернуться в высший дивизион.
В 1999 году покинул свой пост начальника ГЖД Омари Шарадзе и ушёл из жизни президент спортклуба Александр Пискунов. Совпадение этих двух событий в один год фактически оставило футбольную команду без серьёзного шефства, что и привело к последующему кризису.
В сезоне 2000 года железнодорожники долго шли на последнем месте. В середине сезона команду покинул Валерий Овчинников, однако спустя месяц вернулся. Команда выдала серию неплохих матчей, но не смогла подняться выше 15-й строчки в таблице и снова покинула высший дивизион.
В 2001 году уже после 2-го тура, 7 апреля, Овчинников подал в отставку, отдав команде 11 лет своей тренерской карьеры (при этом остался президентом клуба). Эта отставка стала самой быстрой в истории Первого дивизиона. «Локомотив» возглавил Валерий Синау. Команда быстро скатилась на последнее место, которое не покидала до конца чемпионата. Так железнодорожники за два года вылетели во Второй дивизион.
В 2002 году «Локомотив» так и не подал заявки в ПФЛ на участие в первенстве России во Втором дивизионе. Овчинников пытался продать клуб с огромными долгами, но покупателя не нашлось. 9 апреля было официально объявлено об отказе от участия. Причиной стало плохое финансирование и долги по зарплате. Команда была расформирована, футболисты отпущены на свободный трансфер.
Уже на следующий день, 10 апреля, в Нижнем Новгороде было объявлено о создании нового клуба с названием «Локомотив-ГЖД» (Горьковская железная дорога). Финансовые обязательства взяла на себя Федерация футбола Нижегородской области. Главным тренером был назначен экс-капитан «Локомотива» Геннадий Масляев. Дебют новой команды, к тому времени уже переименованной в «Локомотив-НН», состоялся 9 мая. На стадионе «Локомотив» в рамках 1/8 финала Кубка МФС «Приволжье» железнодорожники обыграли арзамасскую «Дружбу» — 2:1.
«Локомотив-НН» был заявлен в МФС «Приволжье» (Третий дивизион/ЛФК), перед командой поставили задачу выйти во Второй дивизион. Однако уже в середине сезона вновь возникли проблемы с финансированием, долги по зарплате. Футболисты пригрозили руководителям забастовкой и бойкотировали матч против «Рубина-2». Проблемы вскоре были решены, «Локомотив-НН» выиграл турнир, получил профессиональный статус и вышел во Второй дивизион.
Во Втором дивизионе в зоне «Урал-Поволжье» «Локомотив-НН» провёл три сезона, лучшим из которых стал 2005 год — 9-е место. В том сезоне в команду вернулось много футболистов, хорошо зарекомендовавших себя ещё в «Локомотиве», прекратилась тренерская «чехарда».
29 января 2006 года главный тренер Геннадий Масляев на пресс-конференции объявил о том, что источники финансирования отсутствуют, команда не прошла лицензирование в ПФЛ, осталось 12 игроков. Примерно тогда же было принято решение о переезде в Нижний Новгород команды «Спартак» (Челябинск) и передачи ей базы «Локомотива-НН» в посёлке Сортировочный и стадиона «Локомотив».
«Локомотив-НН» был лишён профессионального статуса и фактически прекратил своё существование. В 2006 году команда спортивной школы «Локомотив» выступала в чемпионате Нижнего Новгорода по футболу, где заняла 6-е место из девяти. В 2007 году «Локомотив» играл во второй лиге, зоне «В» чемпионата Нижегородской области по футболу, завершив турнир с тем же результатом. В 2008 году команда выступала в том же турнире. В 2009 году «Локомотив» вновь выступал в чемпионате Нижнего Новгорода и занял 5-е место из восьми.
В сезоне 2015 года «Локомотив-ГЖД» выступал в первенстве города. В сезонах 2016 и 2017 принимал участие в первенстве Нижегородской области (в первой лиге), где в 2017 году сменивший название на «Локомотив-РПМ» клуб занял третье место, что позволило перейти в чемпионат области (высшую лигу). В конце 2017 года команду возглавил бывший игрок клуба Игорь Горелов. В чемпионате Нижегородской области-2018 «Локомотив» занял 6-е место. 
26 декабря 2018 года Министерством Юстиции Нижегородской области было зарегистрировано юридическое лицо «Нижегородская городская общественная организация футбольный клуб „Локомотив-НН“». На сезон 2019 года клуб «Локомотив-НН» заявился в Первенство России среди ЛФК (III дивизион, зона «Приволжье»), а в чемпионате области-2019 остался выступать дублирующий состав, получивший балахнинскую «прописку». По окончании первого круга в первенстве МФС «Приволжье» команда снялась с соревнований, продолжив выступать в чемпионате области.

## Результаты выступлений

### Чемпионат СССР
| Сезон | Дивизион                 | Место    | И  | В  | Н  | П  | М     | О  | Кубок    |
| ----- | ------------------------ | -------- | -- | -- | -- | -- | ----- | -- | -------- |
| 1987  | Вторая лига, зона 2      | 11 из 17 | 32 | 8  | 13 | 11 | 23-30 | 29 | ком. 2л* |
| 1988  | Вторая лига, зона 2      | 9 из 17  | 32 | 10 | 10 | 12 | 30-27 | 30 | ком. 2л* |
| 1989  | Вторая лига, зона 2      | 1 из 22  | 42 | 31 | 7  | 4  | 84-20 | 69 |          |
| 1989  | Вторая лига, финал А     | ▲ 1 из 3 | 4  | 2  | 1  | 1  | 6-3   | 5  |          |
| 1989  | Вторая лига, финал РСФСР | 5 из 6   | 5  | 1  | 0  | 4  | 5-12  | 2  |          |
| 1990  | Первая лига              | 16 из 20 | 38 | 10 | 11 | 17 | 39-58 | 31 | 1/64     |
| 1991  | Первая лига              | 8 из 22  | 42 | 17 | 13 | 12 | 46-35 | 47 | 1/64     |

* Участие в Кубке РСФСР для команд второй лиги

### Чемпионат России
| Сезон | Дивизион                         | Место      | И  | В  | Н  | П  | М     | О  | Кубок                                                                        |
| ----- | -------------------------------- | ---------- | -- | -- | -- | -- | ----- | -- | ---------------------------------------------------------------------------- |
| 1992  | Высшая лига                      | 6 из 20    | 26 | 8  | 12 | 6  | 23-26 | 28 | 1/8                                                                          |
| 1993  | Высшая лига                      | 11 из 18   | 34 | 12 | 6  | 16 | 34-49 | 30 | 1/16                                                                         |
| 1994  | Высшая лига                      | 8 из 16    | 30 | 11 | 8  | 11 | 34-34 | 30 | 1/16                                                                         |
| 1995  | Высшая лига                      | 12 из 16   | 30 | 6  | 11 | 13 | 28-42 | 29 | 1/8                                                                          |
| 1996  | Высшая лига                      | 8 из 16    | 34 | 13 | 6  | 15 | 39-50 | 45 | 1/16                                                                         |
| 1997  | Высшая лига                      | ▼ 17 из 18 | 34 | 6  | 5  | 23 | 26-60 | 23 | 1/16                                                                         |
| 1998  | Первый дивизион                  | ▲ 2 из 22  | 42 | 23 | 8  | 11 | 65-34 | 77 | 1/128                                                                        |
| 1999  | Высший дивизион                  | 11 из 16   | 30 | 9  | 6  | 15 | 33-48 | 33 | 1/16                                                                         |
| 2000  | Высший дивизион                  | ▼ 15 из 16 | 30 | 3  | 9  | 18 | 16-47 | 18 | 1/16                                                                         |
| 2001  | Первый дивизион                  | ▼ 18 из 18 | 34 | 9  | 5  | 20 | 26-58 | 32 | 1/32                                                                         |
| 2002  | КФК, МФС «Приволжье»             | 1 из 14    | 26 | 20 | 2  | 4  | 70-21 | 62 | 1/256 (-:+); кубок Приволжья — победитель, Кубок России среди ЛФК — финалист |
| 2002  | КФК, финальный турнир, группа Б  | 3 из 5     | 5  | 1  | 1  | 2  | 8-15  | 4  | 1/256 (-:+); кубок Приволжья — победитель, Кубок России среди ЛФК — финалист |
| 2003  | Второй дивизион, «Урал-Поволжье» | 11 из 20   | 38 | 11 | 10 | 17 | 42-54 | 43 | 1/64                                                                         |
| 2004  | Второй дивизион, «Урал-Поволжье» | 17 из 19   | 36 | 9  | 7  | 20 | 33-54 | 34 | 1/256                                                                        |
| 2005  | Второй дивизион, «Урал-Поволжье» | 9 из 17    | 36 | 13 | 12 | 11 | 46-47 | 51 | 1/512                                                                        |

#### Фарм-клуб
В 1996—1997 годах в Третьей лиге ПФЛ принимал участие дублирующий состав клуба.
| Сезон | Дивизион            | Место    | И  | В | Н | П  | М     | О  |
| ----- | ------------------- | -------- | -- | - | - | -- | ----- | -- |
| 1996  | Третья лига, зона 5 | 16 из 16 | 30 | 2 | 5 | 23 | 15-65 | 11 |
| 1997  | Третья лига, зона 4 | 17 из 19 | 36 | 6 | 6 | 24 | 24-61 | 24 |

### Еврокубки
| Сезон | Турнир          | Раунд            | Страна       | Клуб            | Дома | В гостях | Всего |
| ----- | --------------- | ---------------- | ------------ | --------------- | ---- | -------- | ----- |
| 1997  | Кубок Интертото | Групповой турнир | СР Югославия | Пролетер        | 1:0  |          |       |
|       |                 |                  | Словения     | Целе            |      | 2:1      |       |
|       |                 |                  | Турция       | Антальяспор     | 1:0  |          |       |
|       |                 |                  | Израиль      | Маккаби (Хайфа) |      | 4:0      |       |
|       |                 | Полуфинал        | Швеция       | Хальмстад       | 0:0  | 0:1      | 0:1   |

## Форма
| 1992 | 1993 | 1994 | 1995-2002 | 1999-2000 | 1995-2002 (г) | 2014-н.в. |

## Достижения

### Национальные
Чемпионат России
- 6-е место (1): 1992

Первый дивизион
- Серебряный призёр (1): 1998

Третий дивизион
- Чемпион (1): 2002

Кубок России среди ЛФК
- Финалист: 2002

### Межрегиональные
Кубок МРО «Поволжье»
- Обладатель: 2002

### Еврокубки
Кубок Интертото
- 1/2 финала (1): 1997

Кубок МССЖ
- Победитель (1): 1991

## Главные тренеры
| Годы работы | Главный тренер               |
| ----------- | ---------------------------- |
| 1987        | Александр Щербаков (и. о.)   |
| 1987—1988   | Александр Мирзоян            |
| 1988        | Николай Козин (и. о.)        |
| 1989—2000   | Валерий Овчинников           |
| 2000        | Николай Козин (и. о.)        |
| 2000—2001   | Валерий Овчинников           |
| 2001        | Николай Козин (и. о.)        |
| 2001        | Станислав Феоктистов (и. о.) |
| 2001        | Валерий Синау                |
| 2002—2003   | Геннадий Масляев             |
| 2004        | Валерий Бондаренко           |
| 2004        | Фёдор Гаглоев                |
| 2005        | Геннадий Масляев             |
| 2016        | Сергей Редькин               |
| 2017        | Денис Курушин                |
| 2017—2018   | Игорь Горелов                |
| с 2019      | Алексей Павлычев             |

## Факты
- Первыми бразильскими легионерами в чемпионате России стали Луис Андре да Силва и Жуниор, перешедшие в «Локомотив» в 1995 году.
- В высшем дивизионе чемпионата России некоторые домашние матчи «Локомотива» запомнились жестокими околофутбольными столкновениями с участием нижегородского ОМОНа, в результате чего одно время фанаты называли Нижний Новгород «Омон-сити»[11][12].
- Высказывания главного тренера «Локомотива» Валерия Овчинникова регулярно попадали в символические газетные хит-парады заявлений игроков и тренеров[13]. Среди его знаменитых фраз: «Вы любите заглядывать мне в трусы, а они у меня бронированные», «Некоторые футболисты ни разу на поле не выходили, но привели в негодность три пары шипованных бутс», «Бутсы — дело интимное, как инструмент у музыканта», «У меня ничьих не бывает. Бывают свои и чужие», «Вот — сумма премиальных. Они закопаны в чужой штрафной. Бегите и откопайте»[14][15][16].
- «Локомотив» (Нижний Новгород) — победитель Футбольной небесной лиги (2020) — виртуального соревнования, среди команд, прекративших выступления на профессиональном уровне.